# Дорошовка (Полтавская область)
Дорошовка (укр. Дорошівка) — село,
Абрамовский сельский совет,
Машевский район,
Полтавская область,
Украина.
Население по данным 1987 года составляло 10 человек.
Село ликвидировано в 1995 году .

## Географическое положение
Село Дорошовка находится в 2-х км от села Новая Павловка и в 2,5 км от села Абрамовка.
По селу протекает пересыхающий ручей с запрудой.

## История
- 1995 — село ликвидировано [1].